# Dymondia margaretae
Espèce
Classification APG III (2009)
Dymondia margaretae est une espèce de plante à fleurs appartenant à la famille des Astéracées. Elle est endémique de la province du Cap en Afrique du Sud.